# Les Aventuriers du Cilento
Les Aventuriers du Cilento est un roman de Michel Quint publié en mars 2019 aux éditions Phébus.

## Aperçu
2017 (présidence Macron), France, Roubaix, une famille française d'origine italienne, un fils, en crise familiale, en malaise identitaire, sur un coup de tête d'être le premier à aller voir d'où le grand-père, Tino, est parti, et essayer de comprendre pourquoi. Sur place, à Paestum, il rencontre au musée local, la directrice adjointe,une jeune veuve, Gina, qui lui ouvre les portes de compréhension du pays, et d'abord l'accès à Pina, l'ancienne, qui va accepter de lui raconter les quelques mois de 1934...
Giuseppina, une châtaigne recuite, des verres en cul de bouteille sur le nez, ratatinée au fond d'un fauteuil roulant (p. 56), presque aveugle, dans ce travail d’archéologue de la mémoire, tisse là une épopée orale de héros modestes, une sorte de suite populaire à Homère. La pauvresse avait quatorze ans, 40 kilos, un amoureux, Tino, et guère d'avenir, mais Don Umberto sait écouter et comprendre, et lui promet (sans contrepartie) de payer ses études pour devenir ce qu'elle veut faire, institutrice.
1934, Italie du Sud, Paestum, deux intellectuels et archéologues confinati, assignés à résidence politiques, traités en sous-hommes, assistés de deux jeunes locaux, deux rien-du-tout, des claquedents, Valentino et Giuseppina, pensent avoir fait une découverte archéologique importante. Les interdictions diverses doivent être contournées, difficilement : toute découverte est déclarée le fait des autorités fascistes, même si accessoirement font appel à quelques expertises, à ces quatre dangereux et indésirables p. 164)...
Parmi les réalités d'époque : marais, humidité, eau croupie, boue, gadoue, tourbe, chaleur, moiteur, sueur, moustiques, serpents d'eau, malaria, buffles et bufflonnes, mais aussi sous-développement, analphabétisme, hiérarchie, pressions, vexations, menaces, ruses, jalousies, mafia, hypocrisie, luttes de clans, récupération politique... Un modus vivendi, aménagé grâce aux talents diplomatiques de Zanotti, fait grincer les dents de tous.
La sale gamine de 97 ans, Giuseppina, a été abandonnée par Tino en 1934, puis en 1943 par Doug Rankin (p. 213), lors du débarquement anglo-américain, et l'aménagement d'une piste d'atterrissage qui a mené à la découverte de la sépulture de Gaudo, de l'âge du cuivre. En rejouant cette ancienne tragédie, elle cherche l'absolution. Tino est aussi ce péquenot, ce pouilleux, ce crétin de petit mâle, peut-être mouchard, qui se trouve pris dans les rivalités, les embrouilles autour de Rina, l'épouse du podestat, et obligé de fuir très vite.

## Contexte
Le texte est également un hommage à l'italianité, au moins celle du Sud : paysages, populations, archéologie, histoire, gastronomie, convivialité, mafia aussi, cinéma, littérature (Carlo Levi, Cesare Pavese, Pirandello...), et à l'archéologie même si elle vise à ressusciter des métèques (p. 158), ceux d'une invasion hellénique (p. 176) : métopes, coculi, bothros, œnochoé...
Et la crise migratoire en Europe est toujours d'actualité en 2015-2019, comme en témoignent les naufrages en Méditerranée et l'Agence européenne de garde-frontières et de garde-côtes (Frontex).
Et puis, il y a cette fameuse statuette rouge, répertoriée, disparue, retrouvée, qu'il s'agisse de l'original ou d'une copie. Parce que maintenant encore, les personnels des musées subissent des pressions de l'Honorable Société pour faire réaliser des copies des originaux par des migrants habiles dans des arrière-salles de musée... Les agences d'intérim aussi, tout comme les entreprises, exploitent les migrants, et participent, contre leur gré certes, à l'impôt mafieux. Ni Concetta ni Gina ne sont innocentes.
Stefano est peut-être le seul (personnage) à avertir Pippo (p. 237) de l'ampleur de la tâche des policiers (et des politiques) contre cette mère de tous les trafics : drogues, otages, travail au noir de migrants, prostitution, déchets, déchets radioactifs... Les rafles de migrants sont alors d'abord un élément de traitement des problèmes... Pippo, comme tout étranger, ignore les dangers encourus.

## Personnages
- Filippo Pugliese, Pippo, architecte, de la région lilloise, dirige une entreprise de travaux publics spécialisée en restauration, le sanglier,
  - sa sœur, Luisa, en Belgique,
  - son père, Nicola Pugliese,
  - sa mère, Régine, en perte de mémoire (Alzheimer),
  - son grand-père, Valentino Pugliese, Tino, maçon, de libre embauche, émigrant italien arrivé à Roubaix en 1934-1935, le loup, fondateur de l'entreprise à Roubaix, le salaud magnifique, et sa mère Rosalia, et son amie Grazia,
  - sa compagne, Clémentine, une grincheuse,
- Giuseppina De Santis, Pina, 97 ans, ancienne institutrice, le chien, qui perd la vue,
  - Paul, jeune immigrant noir, clandestin, au service de Giuseppina, en attente de régularisation, menuisier,
    - son frère Hassib, avec sa femme Fatoumata et leur bébé,
- Gina Crocco, directrice adjoint du Musée archéologique de Pæstum, la renarde, veuve de Domenico (liquidé ?),
  - Concetta Garducci, amie, directrice d'une agence d'intérim, la paonne, et organisant des réceptions de mariage, et son fiancé/promis Giovanni,
    - ses employés en situation pas trop légale, dont ses médiateurs, dont Haïlé Gebre,

  - Romolo Garducci, oncle de Concetta, fils de Gustavo, père de Luigi, du bar Magna Graecia,
- l'inspecteur de police Stefano Biasone,
  - Gaetano, le cycliste en maillot jaune, exécuteur de l'Honorable Société,
  - Giuletta, suicidée à l'acide sous les yeux de sa fille Sandra, exécutée après avoir dénoncé son mari Nino,
- Paola Zancani Montuoro (1901-1987), archéologue, Donna Paola,
- Umberto Zanotti Bianco (1889-1963), archéologue, fondateur d’Archivio Storico per la Calabria e la Lucania (1931) et de la Società Magna Grecia (1920)[1],
  - Ettore Rizzi, instituteur de Pæstum, sbire du régime, loup-garou d'opérette, directeur du bagne d'enfants,
  - Don Oreste Gentile, le podestat du municipe,
    - Donna Irina Gentile, Rina, la lionne,
    - Don Bellini Massimo Balilla,
    - le tenente Vittorio Saltorio (p. 265),

  - Amedeo Maiuri (surintendant pour l'archéologie régionale, les Antiquités nationales), Pietro, Tommaso,
  - Marie-José de Savoie (Comment va Ton Altesse ? p. 219),
  - le nouveau curé, la souris...

## Réception
Le lectorat francophone apprécie cette quête d'identité : en pleine résonance avec les faits marquants de l’actualité d’aujourd’hui sur les migrants [... et] aussi le totalitarisme et la résistance. C’est un roman aussi qui met en valeur deux archéologues oubliés qui ont combattu à leur manière le despotisme du Duce. Plongée magnifique dans cette Italie abandonnée, mafia comprise.